# Onfroi de Vieilles
Onfroi (ou Umfrid) de Vieilles († vers 1050), fut le premier chef de l'honneur de Beaumont-le-Roger, l'un des plus importants groupes de domaines en Normandie orientale.  

## Biographie
Son ascendance reste discutée. Il est le petit-fils de Torf (ou Turolf) que quelques historiens identifient avec Turstin le Riche, le beau-père de Robert le Danois et d'autres avec un ancêtre des seigneurs d'Harcourt. Quelle que soit la bonne hypothèse, il ne fait aucun doute qu'Onfroi descend d'une famille scandinave. 
Outre Beaumont-le-Roger, il possède des biens dispersés à travers toute la Normandie, en Cotentin, en Hiémois, dans le Pays d'Auge, en Basse Seine (Vatteville-la-Rue), en Évrecin (Normanville) et en Vexin normand (Bouafles). Ces terres proviennent soit de la faveur des ducs Richard II et Robert le Magnifique, soit de la récupération de biens d'Église. L'honneur de Beaumont est par exemple constitué de dépouilles du patrimoine de l'abbaye de Bernay. Par contre, les possessions autour de Pont-Audemer sont issues du patrimoine de ses ancêtres.
En 1034, il fonde (en vérité il restaure) avec le concours des moines de Saint-Wandrille le monastère masculin de Préaux, à quelques kilomètres de Pont-Audemer. 
Pendant la minorité de Guillaume le Bâtard, le futur Conquérant, Roger Ier de Tosny, titulaire de l'honneur de Conches, attaque les domaines d'Onfroi. Mais vers 1040, le fils de ce dernier, Roger de Beaumont, lui livre bataille : c'est une défaite pour le seigneur de Conches qui trouve la mort durant le combat.

## Famille et descendance
L'épouse d'Onfroi, Aubrée (ou Albérade), a fondé, elle, une abbaye de moniales, l'abbaye Saint-Léger de Préaux.
Onfroi eut pour descendance connue :
- Robert, l'aîné, fut assassiné par Roger de Clères[3] ;
- Roger de Beaumont dit le Barbu († 1094), qui succéda à son père ;
- Henri de Beaumont combat Roger de Tosny avec son frère Roger[4].

Deux autres enfants possibles :
- Guillaume de Beaumont, moine à l'abbaye Saint-Pierre de Préaux ;
- Dumelme de Vieilles, moniale à l'abbaye Saint-Léger de Préaux.